# Kickxia lanigera
Kickxia lanigera é uma espécie de planta com flor pertencente à família Scrophulariaceae. 
A autoridade científica da espécie é (Desf.) Hand.-Mazz., tendo sido publicada em Ann. Naturhist. Mus. Wien 27: 403 (1913).

## Portugal
Trata-se de uma espécie presente no território português, nomeadamente em Portugal Continental e no Arquipélago da Madeira.
Em termos de naturalidade é nativa das duas regiões atrás indicadas.

## Protecção
Não se encontra protegida por legislação portuguesa ou da Comunidade Europeia.